# Aldiud
Aldiud – kochanka Konrada I Spokojnego, króla Burgundii. Żona Anzelma, za którego wyszła prawdopodobnie po zakończeniu związku z królem.

## Życiorys[1]
Związek z Konradem I Spokojnym miał miejsce, prawdopodobnie, w latach  965–970. Z niego narodził się syn Burchard, który został, będąc dzieckiem, arcybiskupem Lyonu. Prawdopodobnie po zakończeniu relacji z królem wyszła za mąż za Anzelma, burgundzkiego szlachcica. Mieli czworo dzieci.
Dzieci:
ze związku z Konradem I Spokojnym
- Burchard II (arcybiskup Lyonu)(inne języki) (ur. między 965 a 970, zm. 2 czerwca 1030 lub 1031), od 978 arcybiskup Lyonu[2]

ze związku z Anzelmem
- Ulryk (Odalric)[1]
- Azelm I (biskup Aosty)(inne języki), biskup Aosty[1] od prawd. 990 do 14 stycznia 1026 jako Anzelm I
- Burchard (arcybiskup Vienne)(inne języki), arcybiskup Vienne(inne języki)[1][3] prawd. w latach 1010 – 1030
- Auxilia[4], żona Humberta I Białorękiego, hrabiego Maurienne(inne języki) i hrabiego Chablais(inne języki), założyciela dynastii sabaudzkiej[1][5]